# Schülerwettbewerb
Schülerwettbewerbe sind Wettbewerbe, die Schülern die Möglichkeit geben, in einem bestimmten Bereich bzw. zu einem bestimmten Thema ihr beispielhaftes Können zu zeigen.

## Belgien
- Schülerwettbewerb zur politischen Bildung, seit 1971, größter deutschsprachiger Wettbewerb zur politischen Bildung (Mitwirkung der Deutschsprachigen Gemeinschaft Belgiens)

## Deutschland
In Deutschland werden zahlreiche Schülerwettbewerbe von unterschiedlichen Organisationen ausgerufen. Jurys entscheiden jeweils nach bestimmten Kriterien, welche Bewerber mit Preisen ausgezeichnet werden. Je nach Wettbewerb erfolgen Auszeichnungen in Form von Geld- oder Sachpreisen bzw. durch Anerkennung, z. B. durch die Teilnahme an öffentlichkeitswirksamen Veranstaltungen.
Schülerwettbewerbe werden entweder bundesweit oder für ein bestimmtes Bundesland ausgeschrieben. Es gibt auch internationale Ausschreibungen.
Im Unterschied zu Schülerwettbewerben, bei denen sich Schüler beteiligen können, richten sich Schulwettbewerbe an Schulen als Ganzes. Dabei stehen insbesondere Programme, Profile, Organisation, Schulkultur und Schulentwicklung im Mittelpunkt.
Zur Förderung pädagogischer Aspekte von Schülerwettbewerben haben sich einige Organisatoren zur Arbeitsgemeinschaft bundesweiter Schülerwettbewerbe zusammengeschlossen.
Schülerwettbewerbe werden organisiert von
- Hochschullehrern, Lehrern oder Lehramtsstudenten
- Schulbuch-Verlagen
- Staatlichen Einrichtungen (z. B. Ministerien)
- Stiftungen
- Vereinen

### Didaktische und pädagogische Konzepte
Schülerwettbewerbe sind geeignet, Schüler und Lehrer für Lernvorhaben und Leistungen in einem bestimmten Bereich oder zu einem bestimmten Thema zu motivieren. Dabei ist – unabhängig vom Gewinn eines Preises – die bloße Teilnahme in vielen Fällen schon ein Gewinn: in Form des Wissenszuwachses, durch Freude am Lernen, positive gruppendynamische Prozesse bei Gemeinschaftsleistungen und das Gefühl, eine solche Herausforderung bewältigt zu haben.
Schülerwettbewerbe orientieren sich unterschiedlich stark an Inhalten (Output) oder Prozessen von Schülerleistungen bzw. Lernvorhaben. Besonders bei Projekten werden die Prozesse bei der Bewertung von Schülervorhaben und -leistungen berücksichtigt, d. h., die Art und Weise, wie Ergebnisse erarbeitet wurden, spielt eine wichtige Rolle.
Im Jahr 2007 wurde aufgrund der Vielfalt und unterschiedlichen Qualität von Schüler- und Schulwettbewerben eine „Wettbewerbspädagogik“ gefordert, die einen Orientierungsrahmen für Schüler und Schulen bieten soll. Dies führte zu einem Beschluss der KMK, die verschiedene Qualitätskriterien definiert hat. Im Anhang dazu befindet sich eine Liste mit besonders empfehlenswerten Wettbewerben. Bei den Wettbewerben soll darauf geachtet, dass der Bildungsauftrag der Schule unterstützt und der Unterrichtsstoff vertieft wird. Sie sollen dazu geeignet sein, länderübergreifende Qualitätsprozesse anzuregen. Neben der Konkurrenz zu den anderen Teilnehmern soll zusätzlich der Austausch zwischen ihnen gefördert werden. Bei Wettbewerben für jüngere Schüler (Sek 1) steht vor allem die Motivation und der persönliche Erfolg unabhängig von der Platzierung im Vordergrund. Es soll ein strenger Datenschutz gelten und kein Startgeld verlangt werden. Der Ablauf laut Ausschreibung muss vom Träger gewährleistet sein, dazu gehören Eingangsbestätigung der Einsendungen und Angabe zu Rücksendungen, Preise und Zwischenstationen sowie Information über das Abschneiden an Schüler, Schulen und Kultusministerien sowie eine unabhängige Jury. Empfehlenswerte Wettbewerbe sind dabei nur solche, die auf Dauer angelegt sind, sich in freier Trägerschaft befinden, bundesweit ausgeschrieben und mindestens 3 Mal in mehr als der Hälfte der Länder durchgeführt wurden. Ein unabhängiges Gremium unterstützt die fachliche und pädagogische Qualität. Nach diesem Beschluss wurde die Liste der empfehlenswerten Wettbewerbe nicht fortgesetzt.
Im Jahr 2012 wurde von der Kultusministerkonferenz (KMK) eine Empfehlung zur Anerkennung und Bewertung einer außerunterrichtlich erbrachten Lernleistung in der Sekundarstufe I (insbesondere Praktikums- und Wettbewerbsleistungen) beschlossen, die es den Lehern ermöglicht außerschulisch erbrachte Leistungen zu bewerten. Die Anerkennung als Fachnote, Teilnote oder Zeugnis wird den Ländern empfohlen.

### Themen und Bereiche von Schülerwettbewerben
Schülerwettbewerbe werden zu bestimmten Themen bzw. in bestimmten Bereichen ausgerufen. Dazu zählen:
- Sport
- Forschungsvorhaben
- Projektarbeit
- Gewaltprävention
- Schulentwicklung
- Fachwissen
- Förderung der Problemlösefähigkeit (Logisches Denken)

### Sammlung von Schülerwettbewerben

#### Bundesweite Schülerwettbewerbe

##### Sportwettbewerbe
- Bundesjugendspiele
- Jugend trainiert für Olympia & Paralympics
- Schulwandern (bis 2018)[6]
- Muuvit[7]
- JuLe macht SchuLe[8]

##### Sozial- und Geisteswissenschaften

###### Sprachwettbewerbe
- Bundesweite Russisch-Olympiade (seit 1977)
- Bundescup Spielend Russisch lernen[9]
- Bundeswettbewerb Fremdsprachen und Fremdsprachenwettbewerb für Auszubildende
- Französisch-Olympiade
- Kriticus – Der Französischwettbewerb
- Prix des lycéens allemands
- Juvenes Translatores Übersetzungswettbewerb der Europäischen Kommission
- Certamen Ciceronianum Arpinas
- Internationale Linguistik-Olympiade
- Battle of the Books[10]
- Englisch-Sprachwettbewerb Go4Goal![11]
- The Big Challenge

###### Theater-, Tanz und Filmwettbewerbe
- Schultheater der Länder
- Theatertreffen der Jugend
- Andersartig Gedenken[12]
- Smart Film Safari[13]
- Jugendfilmwettbewerb „Ausweg gesucht“[14]
- jugend creativ
- Deutscher Multimediapreis mb21
- Deutscher Jugendfilmpreis
- Deutscher Jugendfotopreis
- Tanztreffen der Jugend
- Kinder zum Olymp[15]

###### Musikwettbewerbe
- Jugend musiziert
- Jugend komponiert
- Treffen Junge Musik-Szene
- Jugend jazzt
- Bundesbegegnung Schulen musizieren[16]
- Bundeswettbewerb „teamwork!“[17]
- Song Contest Dein Song for EINE WELT[18]
- Europäischer Schulmusikpreis (ESP)[19]
- FrancoMusiques (bis 2018)[20]
- SchoolJam
- Schülerbandwettbewerb Band Clash – back to school[21]

###### Wirtschaft- und Gründerwettbewerbe
- Jugend gründet
- Junior-Programme
- Deutscher Gründer Preis
- Schüler Business Award des Bundesministeriums für Wirtschaft und Energie (bis 2015)
- Bundes-Schülerfirmen-Contest[22]
- Schülerquiz Wirtschaftswissen im Wettbewerb[23]
- YES! – Young Economic Summit[24]
- Schulbanker[25]
- Generation Euro[26]
- econo=me[27]
- up-and-coming
- Jugend und Wirtschaft – Schüler werden Reporter[28]
- Jugend präsentiert und Jugend präsentiert Kids
- Schülerwettbewerb Ethik des Wilhelm Löhe Ethikinstituts Fürth (WLE)[29]
- Jugend testet
- Bundeswettbewerb Finanzen (bis 2018)[30]
- Planspiel Börse
- Finanztuber[31]
- business@school[32]
- xStarters – digital soziale Ideen für unsere Gesellschaft und Umwelt der Zukunft[33]

###### Politikwettbewerbe
- Europäischer Wettbewerb – Europa in der Schule
- Schülerwettbewerb zur politischen Bildung
- Schulwettbewerb zur Entwicklungspolitik 'alle für EINE WELT für alle'[34]
- Demokratisch Handeln – Ein Wettbewerb für Jugend und Schule
- Jugend debattiert
- Schülerwettbewerb des Europäischen Jugendparlamentes
- MIXED UP
- Umbruchzeiten[35]
- Euroscola – Themenwettbewerb des Europäischen Parlaments[36]
- denkt@g (2018)[37]
- DAV-Schülerwettbewerb[38]
- Dieter Baacke Preis
- Jugendpreis Stiftung[39]
- Flyer Comic-Wettbewerb[40]
- Verbraucherschule[41]
- „On y va – auf geht’s!“Deutsch-französischer Ideenwettbewerb[42]
- EUROPEANS FOR PEACE
- EUSTORY france

###### Philosophie-, Geschichts- und Deutsche Sprach-/Schreibwettbewerbe
- Geschichtswettbewerb des Bundespräsidenten
- Vorlesewettbewerb
- Treffen Junger Autoren
- Schreibwettbewerb
- Philosophischer Essay und Auswahlwettbewerb zur Internationalen Philosophie-Olympiade
- lyrix – Bundeswettbewerb für junge Lyrik[43]
- Schülerzeitungswettbewerb der Westfälischen Versicherung[44]
- Kein Blatt vor den Mund – Schülerzeitungswettbewerb der Bundesjugend Presse und Rheinischen Sparkassen[45]
- Spiegel-Schülerzeitungswettbewerb
- ONLINE-SCHREIBWETTBEWERB „Über Stock und über Steine – Märchen überwinden Grenzen“[46]
- Europäischer Literaturwettbewerb[47]
- History-Award
- Deutschland schreibt – Diktatwettbewerb[48]

##### Naturwissenschaften und Technik

###### Mathematik
- Mathematik-Olympiade in Deutschland
- Bundeswettbewerb Mathematik
- European Girls’ Mathematical Olympiad
- Auswahlwettbewerb zur Internationalen Mathematik-Olympiade
- Pangea Mathematik-Wettbewerb
- Känguru der Mathematik
- Mathematik ohne Grenzen – Europäischer Wettbewerb
- macht Mathe – Internationaler Mathematikwettbewerb[49]
- Europäischer Statistikwettbewerb (ESC)[50]
- Rechnen im Alltag (nur 2018)[51]
- Mathe im Advent[52] und MATHEON[53] sowie das Mathathlon[54]
- Lange Nacht der Mathematik[55]
- Mathematikwettbewerb E[56] und Tag der Mathematik[57]
- Internationaler Städtewettbewerb Mathematik[58]

###### Naturwissenschaften
- Jugend forscht / Schüler experimentieren
- Bundesweiter Wettbewerb Physik
- Auswahlwettbewerb zur Internationalen Physik-Olympiade
- Auswahlwettbewerb zur Internationalen Chemie-Olympiade
- Auswahlwettbewerb zur Internationale JuniorScienceOlympiade
- Auswahlwettbewerb zur Internationale Astronomie- und Astrophysikolympiade
- European Olympiad of Experimental Science
- Triff den Nobelpreisträger![59]
- GDCh-Abiturientenpreis[60]
- Blue Skies Award Neue Ideen für unsere Umwelt des International Verbandes der Papierindustrie[61]
- Deutsche Neurowissenschaften-Olympiade
- Fast Forward Science[62]
- Grundschulwettbewerb Zukunftsflieger[63]
- Airbus Ideenflug (bis 2018)[64]
- Exciting Physics[65]
- Physik im Advent[66]
- Freestyle Physics[67]
- International Young Physicists’ Tournament und German Young Physicists’ Tournament
- Chemie – die stimmt![68]
- Formel 1 in der Schule[69] und Nordmetall Cup[70]
- JUNIOR.ING Schülerwettbewerb[71]
- Trinationaler Schülerwettbewerb im Architekturmodellbau[72]
- Ethikwettbewerb[73]

###### Biologie und Umwelt
- Auswahlwettbewerb zur Internationalen Biologie-Olympiade
- BundesUmweltWettbewerb
- NATURpur-Award / Schüler für Zukunftsenergien (bis 2014)[74]
- Bio find ich kuh-l und Echt kuh-l!
- ZEIT LEO Weltretter[75]
- SolarMobil Deutschland[76]
- Beschützer der Erde 2.0[77]
- DECHEMAX – Das Meer[78]
- Deutscher Klimapreis
- Energiesparmeister
- Meereswettbewerb „Forschen auf See“[79]
- MeerWissen (bis 2017)[80]
- Umweltschreibwettbewerb „Morgengrün“ (2018)[81] und Schreibwettbewerb KI „FutureBrain“ (2019)[82]
- Plakatwettbewerb – Regenwald schützen „Geist ist Geil“[83] und Aktions-Wettbewerb – Schüler schützen Regenwald[84]
- biozukunftspreis[85]
- Mit Algen die Zukunft gestalten[86]
- Diercke WISSEN – Der Geographie Wettbewerb und iGeo (Internationale Geographie Olympiade)[87][88]
- EDEKA Schülerwettbewerb[89]
- xStarters – digital soziale Ideen für unsere Gesellschaft und Umwelt der Zukunft[33]
- Internationale Olympiade der Geowissenschaften

###### Informatik
- Informatik-Biber
- Bundeswettbewerb Informatik und Jugendwettbewerb Informatik
- Internationale Informatik-Olympiade
- European Girls’ Olympiad in Informatics (EGOI)[90]
- Bundeswettbewerb Künstliche Intelligenz (KI)[91]
- European Code League[92]
- myDigitalWorld – Schülerwettbewerb der Deutschland sicher im Netz Initiative
- GamesTalente[93]
- Intel Leibniz Challenge
- invent a Chip
- BEAMLINE FOR SCHOOLS[94]
- Formel SPURT (Roboterrennen)[95]
- World Robot Olympiad
- RoboCup Junior
- First Lego League (FLL) und FLL Junior
- Software-Challenge Germany[96]
- KLICKWINKEL – Weite Deinen digitalen Blick[97]
- Deutscher CanSat-Wettbewerb

#### Landesweite Schülerwettbewerbe

##### Nordrhein-Westfalen
- Chemie entdecken (bis 2014)[98]
- zdi-Roboterwettbewerb[99]
- Begegnung mit Osteuropa[100]
- bio-logisch[101]
- EuroVisions[102]
- MAULHELD*INNEN Landes-Schultheater-Treffen NRW[103]
- Landesschülerwettbewerbs Alte Sprachen NRW Certamen Carolinum (in Nordrhein-Westfalen)[104]
- Internet Teamwettbewerb Französisch[105]
- Aus der Welt der Griechen[106]
- Go Ahead – Es ist dein Kopf[107]
- Landesweiter Wettbewerb für Mathematik der 4. Klassen[108]
- Mathe Treff – Online Team-Wettbewerb[109]
- Dr. Hans Riegel Fachpreise[110]
- Chem-pions[111]
- Dortmunder Literaturwettbewerb[112]
- Essay-Wettbewerb: Deutsch[113]
- Global Music NRW der Landesmusikschulen bis 2015 Folk+WorldMusic NRW[114]
- Jugend singt[115]
- BIPARCOURS-Wettbewerb[116]
- Wettbewerb Kooperation. Konkret.[116]
- DIGIYOU – Digitalisiere Deine Zukunft![117]
- Schulentwicklungspreis[118]

##### Hessen
- Junges Literaturforum Hessen-Thüringen
- Chemie – mach mit![119]
- Ohne Punkt und Komma[120]
- Tag der Handschrift[121]
- Faszination Technik[122]
- Schulschachturnier[123]
- MediaSurfer – MedienKompetenzPreis Hessen

##### Baden-Württemberg
- Schülermedienpreis Baden-Württemberg[124]
- Schülerwettbewerb des Landtags von Baden-Württemberg zur Förderung der politischen Bildung[125]
- Die Deutschen und ihre Nachbarn im Osten[126]
- Jugendpreis Gottfried Fuchs[127]
- Chemie im Alltag[128]
- Jugendkunstpreis Baden-Württemberg
- Ulli-Thiel-Friedenspreis[129]
- TRICK & KLICK[130]

##### Bayern
- Landeswettbewerb Mathematik Bayern (LWMB)
- Bionik-Grundschulwettbewerb
- Nano-Schulwettbewerb[131]
- Experimente antworten[132]
- Kunstwettbewerb Organspende und Transplantation[133]
- Erinnerungszeichen[134]
- Filmtage Bayerischer Schulen[135]
- Über die Schoah (2018)[136] und 30 Jahre Mauerfall (2019)[137]
- Bayerischer Verkehrssicherheitspreis[138]
- Alpenraumstrategie (EUSALP) (2018)[139]
- Auszeichnung für Seminararbeiten der Physik[140]
- Schüleraktion „Natura 2000“[141]
- isi-DIGITAL[142]

##### Berlin-Brandenburg
- Schülerakademie 2°Campus
- Sichtbar in der Dunkelheit[143]
- Gewaltlos durch Berlin[144]
- Berliner Schülerzeitungs-Wettbewerb[145]
- Schüler-TV-Wettbewerb Schools On (bis 2017)[146]
- Jugendprojekt #Moment mal![147]

##### Mecklenburg-Vorpommern
- Klaus Wüsthoff Grundschulwettbewerb[148]
- Plattdeutsch-Wettbewerb[149]
- Certamen Balticum – Latein ung Griechisch[150]
- 30 Jahre Friedliche Revolution 1989[151]
- Fremdsprachen-Landeswettbewerb[152]
- Aktion Handschreiben[153]
- Wettbewerb Bibel Heute[154]

##### Bremen
- Schulrockfestival Bremen[155]

##### Hamburg
- Klimaschule[156]
- Gesunde Schule[157]
- Digitaler Wandel: Hamburgs beste Schule[158]
- NATEX – NaturwissenschaftlichesExperimentieren[159]
- Daniel-Düsentrieb-Wettbewerb[160]
- Mission H2orizont[161]
- lüttIng – Schüler-Technik-Akademien[162]
- Bertini-Preis[163]
- Klasse inklusiv —Gemeinsam stark[164]
- Startup Teens[165]
- HVV-KlimaCONSULT[166]
- Wettbewerb der Hamburger Schulsanitätsdienste[167]
- Leo, leo – ¿qué lees? – Vorlesewettbewerb Spanisch[168]
- Schoolkinner leest Platt[169]
- Märchenschreibwettbewerb[170]
- Hamburger Schreibwettbewerb KLASSEnSÄTZE[171]
- Hamburg schreibt![172]
- Büchertürme
- Paintbus[173]
- Plakat- und Liederwettbewerb Polizei Hamburg e. V.[174]
- Media Campus – Schüler machen Zeitung[175]
- Miteinander hören![176]
- abgedreht! – Hamburgs junger Film[177]
- Rechtes Alsterufer gegen Linkes Alsterufer – der Schachklassiker

##### Schleswig-Holstein
- Wettbewerb zur Geschichtsmesse der Bundesstiftung Aufarbeitung (bis 2016)

##### Niedersachsen
- Rerum Antiquarum Certamen – Schülerwettbewerb[178]
- Plattdeutscher Lesewettbewerb[179]
- Literatur Labor Wolfenbüttel
- Uelzener Filmtage – Niedersächsisches Schüler und Jugendfilmfestival
- Jugend gestaltet[180]
- Schülerfriedenspreis[181]
- Evangelische Religion[182]
- Deutsche Schulschach-Mannschaftswettbewerb[183]

##### Rheinland-Pfalz
- Mit Leselust auf Klassenfahrt[184]
- Tatort Eifel – Junior Award
- Rheinland-Pfälzisches Schülerleistungsschreiben – Wettbewerb im 10-Finger-Tastschreiben[185]
- Vorlesewettbewerb Französisch[186]
- Certamen Rheno-Palatinum[187]
- Schüler- und Jugendwettbewerb des Landtags und der Landeszentrale für politische Bildung[188]
- Leben mit Chemie
- Faszination Technik[189]
- Wald-Jugendspiele Rheinland-Pfalz[190]
- Landeswettbewerb SI „Durchblick mit Physik“[191]
- Alexandra-Lang-Jugendkunstpreis[192]
- Mal- und Zeichenwettbewerb[193]
- Schulschach-Wettbewerb[194]
- Fritz-Walter-Cup[195]

##### Saarland
- dot.saarland[196]
- Margot-Friedländer-Preis
- ChemExSaar (bis 2012)[197]

##### Sachsen
- Sächsische Geographie-Olymnpiade
- Sächsischer Informatikwettbewerb[198]
- Adam-Ries-Wettbewerb
- Sächsische Bohemiade
- Olympiade der sorbischen Sprache (Sachsen und Brandenburg)[199]
- FILM AB! – Das sächsische Schülerfilm Festival[200]
- Sächsischen Jugendjournalismuspreises[201]
- Medienpädagogischen Preis[202]
- VISIONALE LEIPZIG[203]
- Sächsischer Landespreis für Heimatforschung
- Schulgartenwettbewerb[204]
- Sächsischer Schulpreis[205]

##### Sachsen-Anhalt
- Schülerkunstwettbewerb „Mein Land – mein Bild“ (bis 2018)[206]
- Kinder- und Jugend-Kultur-Preis des Landes Sachsen-Anhalt – Schülerinnen und Schüler lesen PLATT[207]
- Umweltpreiswettbewerb Sachsen-Anhalt (SUNK)[208]
- Alles rechtens? (bis 2007)[209]

##### Thüringen
- Thüringer Informatikwettbewerb[210]
- Junges Literaturforum Hessen-Thüringen
- Thüringer Buchlöwe[211]
- Medienpädagogischer Preis der Thüringer Landesmedienanstalt (TLM)[212]
- Landes-Chorwettbewerb[213]
- Schultheatertage[214]
- bunt statt blau. Kunst gegen Komasaufen
- Certamen Thuringiae[215]
- Schülerwettbewerb der Stiftung Ettersberg Diktaturerfahrung und demokratische Umbrüche in Deutschland und Europa
- Projektwettbewerb „IdeenMachenSchule“[216]
- FOCUS Schülerwettbewerb „Schule macht Zukunft“ (bis 2014)[217]
- Denkolympiade (fächerübergreifender Landeswettbewerb)
- Karl von Frisch-Abiturientenpreis des Verbandes Deutscher Biologen

##### Andere Bundesländer
- Schülerzeitungswettbewerb der Länder (siehe einzelne Länder)
- FÖRDERTURM DER IDEEN (im Ruhrgebiet, im Saarland und in Ibbenbüren)[218]
- Gestalten mit textilen Materialien[219]
- Norddeutscher Schulpreis der Wirtschaftsjunioren Hanseraum[220]
- Das ist Chemie (Niedersachsen und Bremen)[221]
- Chemkids (Berlin, Brandenburg, Mecklenburg-Vorpommern, Sachsen, Sachsen-Anhalt, Thüringen)[222]

#### Schulwettbewerbe
- Deutscher Schulpreis
- Spielen macht Schule
- Starke Schule
- Deutscher Lehrerpreis
- Deutscher Schulsportpreis
- Jakob Muth-Preis
- Zukunftspreis der Cornelsen Stiftung[223]
- Fair at School – Schulen gegen Diskriminierung[224]
- Europäischer Schulmusik-Förderpreis[225]
- denkmal aktiv
- Deichmann-Förderpreis für Integration
- Bundeswettbewerb „musik gewinnt!“[226]
- Deutscher Arbeitgeberpreis
- FahrRad! Fürs Klima auf Tour[227]
- DemokratieErleben-Preis[228]
- Be Smart Don’t Start – Wettbewerb für rauchfreie Schulklassen
- Abfallvermeidung[229]
- Umweltschule in Europa

#### KiTa
- Kita-Wettbewerb „Forschergeist 2020“[230]

## Österreich
- Austrian Young Physicists’ Tournament
- Jugend komponiert
- Prima la musica

## Schweiz
Um neue Lernformen zu fördern und Stärken der Schüler hervorzuheben, finden in der Schweiz jedes Jahr eine Reihe von Schulwettbewerben statt. Zu den Wichtigsten unter ihnen zählen:
- Wissenschaftsolympiaden in Biologie, Chemie, Geographie, Informatik, Mathematik, Philosophie, Physik
- ISSA-Preis – Schülerwettbewerb für deutschsprachige Schüler in der Schweiz in dessen Fokus die Begabungs- und Begabtenförderung steht.
- MoneyFit – Wettbewerb des Finanzbildungsangebots der PostFinance für Kinder und Jugendliche von 9 bis 19 Jahren.
- bugnplay – Digitaler Jugendwettbewerb für Games, Code, Robotik und Multimedia für Kinder und Jugendliche von 8 bis 20 Jahre.
- myclimate – Die myclimate Energie- und Klimawerkstatt ist ein schweizweiter Lernenden-Projektwettbewerb für Schulen und Betriebe.
- Schweizer Jugend forscht
- Jugend debattiert

## Vereinigte Staaten
In den USA veranstalten viele Schulbezirke (school districts) alljährlich einen Wissenschaftswettbewerb (Science fair), in dem Schüler aller Klassenstufen (vom Kindergarten bis zur 12. Klasse) ein – meist naturwissenschaftliches, seltener sozialwissenschaftliches – Experiment oder Exponat vorstellen können. Viele Schulen nehmen auch an der National Robotics Challenge teil, einem Technik-Wettbewerb, bei dem Schüler aus vorgegebenen Teilen einen Roboter zu konstruieren versuchen, der bestimmte Operationen durchführen kann. Weit verbreitet sind auch Mathematikwettbewerbe (math contests, math olympiads) und die der Robotics Challenge verwandten Programme First Lego League und First Tech Challenge.
Eine an vielen US-amerikanischen High Schools und Colleges traditionell vertretene Einrichtung sind Debattierclubs, deren Mitglieder gegen die Debattierclubs anderer Schulen im Wettstreit antreten (competitive debate). Daneben gibt es Speechclubs, die bei Wettbewerben gegen andere Schule antreten und z. B. Szenen aus Theaterstücken vortragen oder sich ein Improvisationsstück ausdenken.
Populär sind an US-amerikanischen Schulen auch Spelling Bees, formalisierte Buchstabierwettbewerbe, in denen Kinder von der Grundschulstufe an gegeneinander antreten, um (schwierige) englische Wörter korrekt zu buchstabieren.
Kunstwettbewerbe werden oft auf der Ebene der Schuldistrikte veranstaltet. Ein überdisziplinärer und alljährlich landesweit durchgeführter Wettbewerb, in dem Schüler für Leistungen auf den Gebieten der Bildenden Kunst, der Filmgestaltung, der Schriftstellerei, der Komposition und der Choreografie ausgezeichnet werden können, ist das National PTA Reflections Program der National Parent Teacher Association, der Dachorganisation der an allen amerikanischen Schulen organisierten Eltern-Lehrer-Vereine.
Eine feste Institution ist an amerikanischen Schulen auch die alljährliche Verleihung von Preisen an die klassen- bzw. jahrgangsbesten Schüler. Die feierliche Zeremonie, die mit der offiziellen Verabschiedung des jeweiligen Abschlussjahrgangs verbunden sein kann, findet an einem der letzten Tage des Schuljahres statt. Üblich sind Schulpreise in akademischen Disziplinen wie z. B. Mathematik, aber auch in Nebenfächern wie Kunst oder Sport. Daneben werden auch Character Awards verliehen, das sind Preise für Kinder, die sich für das Gelingen des Unterrichts und für ihre Mitschüler besonders einsetzen. Schüler, die über mehrere Jahre hinweg in fast allen Fächern die Bestnote erzielen, werden mit dem President’s Award for Academic Excellence ausgezeichnet.

### Deutschland
- Website der Arbeitsgemeinschaft bundesweiter Schülerwettbewerbe
- Schulministerium NRW Wettbewerbe
- Ministerium für Kultus, Jugend und Sport Baden-Württemberg
- Bayrisches Staatsministerium für Bildung, Kultus, Wissenschaft und Kunst – Wettbewerbe
- Bildungsserver Berlin-Brandenburg
- Die Senatorin für Kinder und Bildung
- Freie und Hansestadt Hamburg
- Hessisches Kultusministerium
- Bildungsserver Mecklenburg-Vorpommern
- Niedersächsisches Kultusministerium
- Bildungsserver Rheinland-Pfalz
- Saarland als Körperschaft des öffentlichen Rechts
- Staatsministerium für Kultus Sachsen
- Landesbildungsserver Sachsen-Anhalt
- Institut für Qualitätsentwicklung an Schulen Schleswig-Holstein (IQSH)
- Thüringer Ministerium für Bildung, Jugend und Sport
- Deutsches Schulportal Schulwettbewerbe
- Bildungstor Wettbewerbe
- Website der bundesweiten Leseförderungskampagne wer-liest-gewinnt.org

### Schweiz
- Liste von Jugend- und Schülerwettbewerben in der Schweiz